# Aphnaeus herbuloti
Aphnaeus herbuloti är en fjärilsart som beskrevs av Henry Stempffer 1971. Aphnaeus herbuloti ingår i släktet Aphnaeus och familjen juvelvingar. Inga underarter finns listade i Catalogue of Life.